# Bagaevskij rajon
Il Bagaevskij rajon (in russo Багаевский район?) è un rajon dell'Oblast' di Rostov, nella Russia europea, il cui capoluogo è Bagaevskaja. Istituito nel 1924, ricopre una superficie di 950,6 chilometri quadrati e nel 2002 ospitava una popolazione di circa 35.000 abitanti.